# St. Cyriakus (Bad Boll)

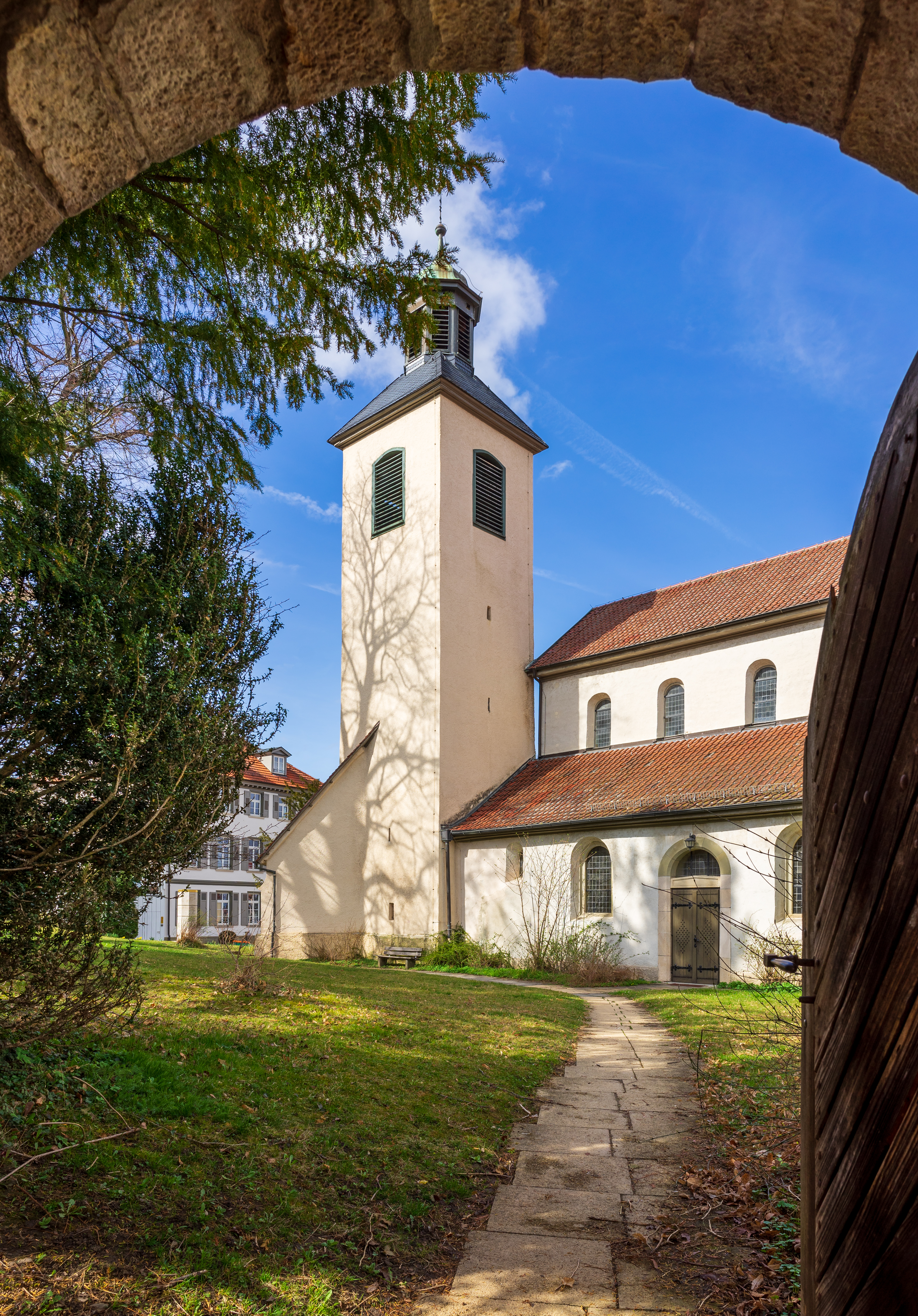
St. Cyriakus in Bad Boll

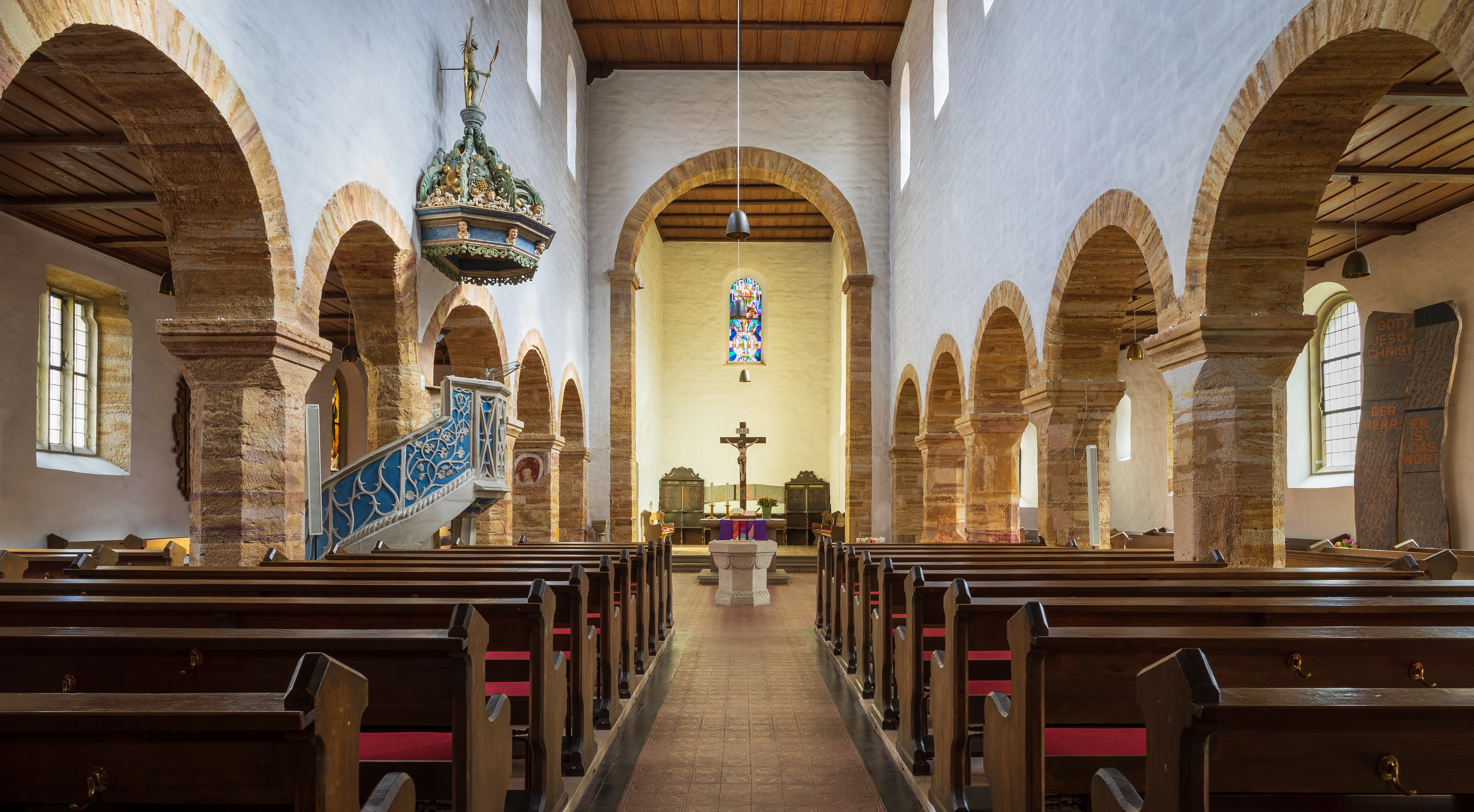
Innenansicht

Die Stiftskirche und heutige evangelische Pfarrkirche St. Cyriakus steht in Bad Boll, einer Gemeinde im Landkreis Göppingen in Baden-Württemberg. Das Bauwerk ist beim Landesamt für Denkmalpflege Baden-Württemberg als Baudenkmal eingetragen. Die Kirchengemeinde gehört zum Kirchenbezirk Göppingen der Evangelischen Landeskirche in Württemberg.

## Beschreibung
Unter der romanischen Pfeilerbasilika befindet sich eine Krypta aus dem 11. Jahrhundert. Das Langhaus mit einem Mittelschiff und zwei Seitenschiffen hat sieben Joche. Im Osten des Mittelschiffs befindet sich ein eingezogener, rechteckiger Chor. Der im Kern aus der Mitte des 13. Jahrhunderts stammende Kirchturm auf quadratischem Grundriss erhielt 1871 seine heutige Form. Er steht vor der Westwand des südlichen Seitenschiffs, die Sakristei an der Nordwand des Chors. Das oberste Geschoss des Kirchturms beherbergt hinter den Schallöffnungen den Glockenstuhl, in dem vier Kirchenglocken hängen. Darauf sitzt ein Pyramidendach, das mit einer Laterne bekrönt ist. 
Bei der Kirchenrenovierung 1902 wurden von Jakob Grünenwald entworfene Glasmalereien im Chor eingebaut, mit Darstellungen von Mose und Christus. Letzteres wurde 1957 zugunsten einer Arbeit von Hans Gottfried von Stockhausen entfernt. Die Orgel wurde von Orgelbau Mühleisen errichtet.